# Décès en 1061
Décès
- 1057
- 1058
- 1059
- 1060
- 1061
- 1062
- 1063
- 1064
- 1065

Cette page dresse une liste de personnalités mortes au cours de l'année 1061 :

## Jour connu
- 28 janvier : Spytihněv II de Bohême, duc de Bohême.
- 5 mai : Humbert de Moyenmoutier, moine de l'abbaye bénédictine de Moyenmoutier et diplomate.
- 18 juin : Florent Ier, comte de Frise occidentale.
- 13 juillet : Béatrice Ire, abbesse de Gandersheim puis princesse-abbesse de l'abbaye de Quedlinbourg.
- 19 juillet : Nicolas II, pape.
- 4 novembre : Suppo, bénédictin lombard, septième abbé du Mont Saint-Michel.

## Jour inconnu
- Abu Sa'id Gardezi (en), ou Abu Saʿīd Abdul-Hay ibn Dhaḥḥāk ibn Maḥmūd Gardēzī, Gardīzī, Gurdēzī, géographe et historien persan.
- Burchard Ier de Zollern, plus ancien ancêtre des Hohenzollern.
- Conrad III de Carinthie, duc de Carinthie et margrave de Vérone.
- Eudes de Dammartin, comte de Dammartin.
- Isaac Ier Comnène, empereur byzantin.
- Niall mac Máel Sechnaill, roi d'Ailech.
- Pons de Toulouse (fin 1060 ou début 1061).
- Rajaraja Narendra, roi du Vengi (en) (Inde).
- Rúaidhri Ua Flaithbheartaigh (en), roi d'Iar Connacht (en) (Irlande).
- Sagami, poétesse et courtisane japonaise.
- Song Qi, homme d’État, historien, essayiste et poète  chinois.

## Date incertaine
- 18 janvier 1060 ou 1061 : Duduc, évêque de Wells.

- vers 1060 : 
  - Adelman de Liège, évêque de Brescia.

- 1022 ou 1061 : 
  - Ali ibn Ridwan, ou Abu'l Hasan Ali ibn Ridwan Al-Misri, médecin, un astrologue et un astronome égyptien.

## Crédit d'auteurs
- Cet article est partiellement ou en totalité issu de l'article intitulé « 1061 » (voir la liste des auteurs).